# Sticklingebadet

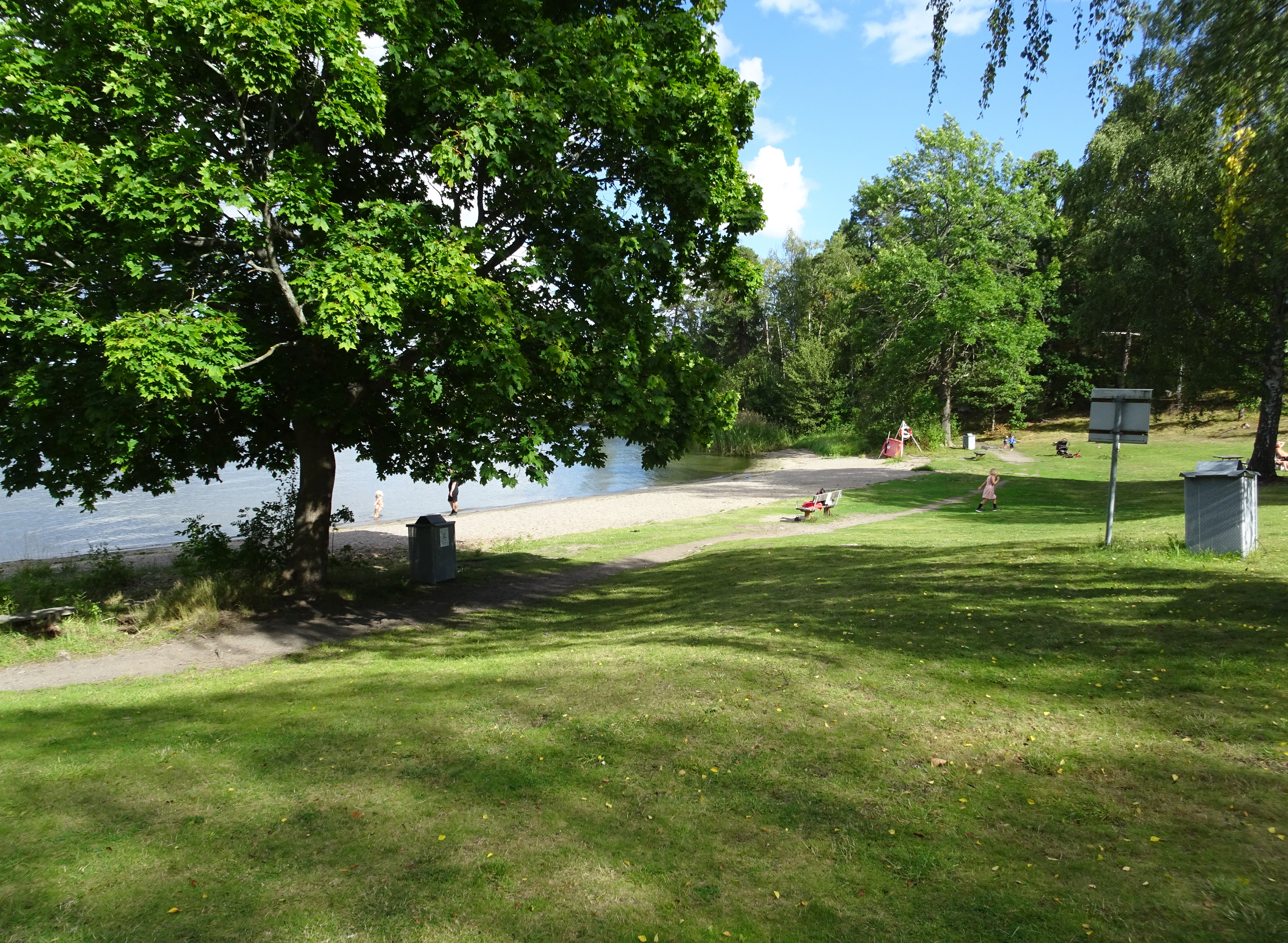
Sticklingebadet.

Sticklingebadet (även kallat Sandviksbadet) är ett mindre strandbad i Stora Värtan beläget vid Uddvägen i kommundelen Sticklinge i Lidingö kommun.

## Beskrivning
Badet är ett av fem friluftsbad på Lidingön och anlades redan på 1950-talet av kommunen i Sandviken på Lidingöns norra sida. Badplatsen har en cirka 80 meter lång sandstrand och en svagt sluttande gräsplan att sola på. Här finns flytbrygga, beachvolleyplan, dansbana och grillplats samt bajamaja som kommunen ställer upp under badsäsongen. Det finns inga duschar eller omklädningsrum. Intill badet finns en bilparkering.